# Шоде, Анж Густав
Анж Густав Шоде (фр. Ange-Gustave Chaudey; 5 октября 1817, Везуль — 23 мая 1871, Париж) — французский публицист и юрист.

## Биография
Окончил Жеромский коллеж в Везуле, и в 1835 году уехал продолжать обучение в Париж. В 1845 году он был приглашен Эмилем Жирарденом сотрудничать в «Presse». Здесь он быстро приобрел известность, благодаря чему генерал Монтолон нередко приносил Шоде записки о своем пребывании на острове Святой Елены, которые Жирарден выпустил впоследствии в свет в 2-х томах. Монтолон дал Шоде оригинал проекта конституции, составленной Наполеоном на острове Святой Елены для того из своих потомков, который когда-нибудь взойдет на французский трон. Этот проект Шоде напечатал, озаглавив его: «Id ées de Napoléon en matiè re de constitution». Кроме того, Шоде выпускал в свет много отдельных брошюр. В 1840-х годах он издал: «L’Appr éciation historique, littéraire et politique de l’Histoire de dix ans de Louis Blanc»; «Un conservateur», вызвавший жаркую полемику; «La crise politique» и «De la formation d’une v é ritable opposition coustitutionelle». Предвидя, что социалисты одержат верх над республиканцами, Шоде издал брошюру «De l' établissement de la République, lettre d’un républicain du lendemain à un ré publicain de la veille». Затем, приняв деятельное участие в выборах президента республики, Шоде тщетно поддерживал кандидатуру Кавеньяка против Людовика Наполеона. После избрания Людовика Наполеона Шоде оставил Париж и удалился в провинцию. Здесь он быстро сделался известным адвокатом в Везуле и стал одним из наиболее важных представителей демократии в своем департаменте, когда переворот 2 декабря заставил его удалиться в Швейцарию.
В 1856 году вернулся в Париж, где приобрел репутацию отличного криминалиста. В 1860 году, вследствие всеобщей амнистии, объявленной Наполеоном по случаю австро-итало-французской войны, Шоде вернулся к журналистике и выступил снова в «Courrier du Dimanche». Здесь он указывал, что успехи внешней политики правительства обманчивы. Когда «Co u rrier du Dimanche» изменил своё направление, Шоде стал сотрудничать в «Association» и «Si è cle». В последние годы второй империи он примкнул к республиканской оппозиции. В 1870 году Шоде выпустил свою брошюру: «L’Empire parlementaire est-il possible?» После переворота 4 сентября 1870 года сделался членом комиссии по судебным реформам, затем мэром IX округа, а вскоре после того помощником мэра в Париже. 22 января 1871 г. Шоде в качестве представителя муниципальной власти принимал в ратуше депутации, жаловавшиеся на правительство и муниципалитет. В это время раздалось несколько выстрелов в ратушу, подвижная гвардия отвечала тем же и убила несколько человек. Коммунары обвинили Шоде в том, что он велел стрелять в народ; несмотря на его непричастность к этому делу, Шоде был арестован и вскоре расстрелян.